# Hozier
Hozier, właśc. Andrew John Hozier-Byrne (ur. 17 marca 1990 w Bray w Wicklow) – irlandzki piosenkarz, gitarzysta, autor tekstów, kompozytor i multiinstrumentalista, wykonujący muzykę w stylu folkowym, soulowym, indierockowym i bluesowym. Zdobył popularność dzięki singlowi „Take Me to Church” z 2013. W 2014 wydał debiutancki album studyjny pt. Hozier, którego nakład przekroczył liczbę ponad 2 mln 672 tys. sztuk na świecie, w tym ponad 2 mln w Stanach Zjednoczonych.

## Życiorys
Urodził się w Bray w hrabstwie Wicklow w Dniu Świętego Patryka. Jego ojciec był muzykiem bluesowym.
Po ukończeniu nauki w Szkole im. Św. Gerarda w Bray w 2009 rozpoczął studia w Trinity College w Dublinie.
Kiedy miał 15 lat, zaczął śpiewać i rozpoczął naukę gry na gitarze. W tym samym czasie założył swój pierwszy zespół, który wykonywał muzykę z pogranicza R&B, soulu, gospel i bluesa. Po pierwszym roku nauki, przerwał studia muzyczne w celu nagrania wersji demonstracyjnych kilku utworów dla wytwórni Universal Music. Podczas studiów został członkiem Trinity Orchestra; w latach 2008–2012 udzielał się w irlandzkiej grupie chóralnej Anúna, w której pod koniec współpracy został solistą. Uczył się grać na wszystkich rodzajach instrumentów z wyjątkiem perkusji.
W 2013 wydał swój debiutancki minialbum pt. Take Me to Church, który promowany był przez tytułowy singiel. We wrześniu opublikował w Internecie teledysk do piosenki, w którym poruszył problem homofobii i przemocy wobec osób homoseksualnych. W ciągu dwóch tygodni wideoklip krytykujący penalizację homoseksualizmu przez rosyjski rząd obejrzało ok. 230 tysięcy internautów, a sam singiel dotarł wówczas do drugiego miejsca irlandzkich list przebojów.

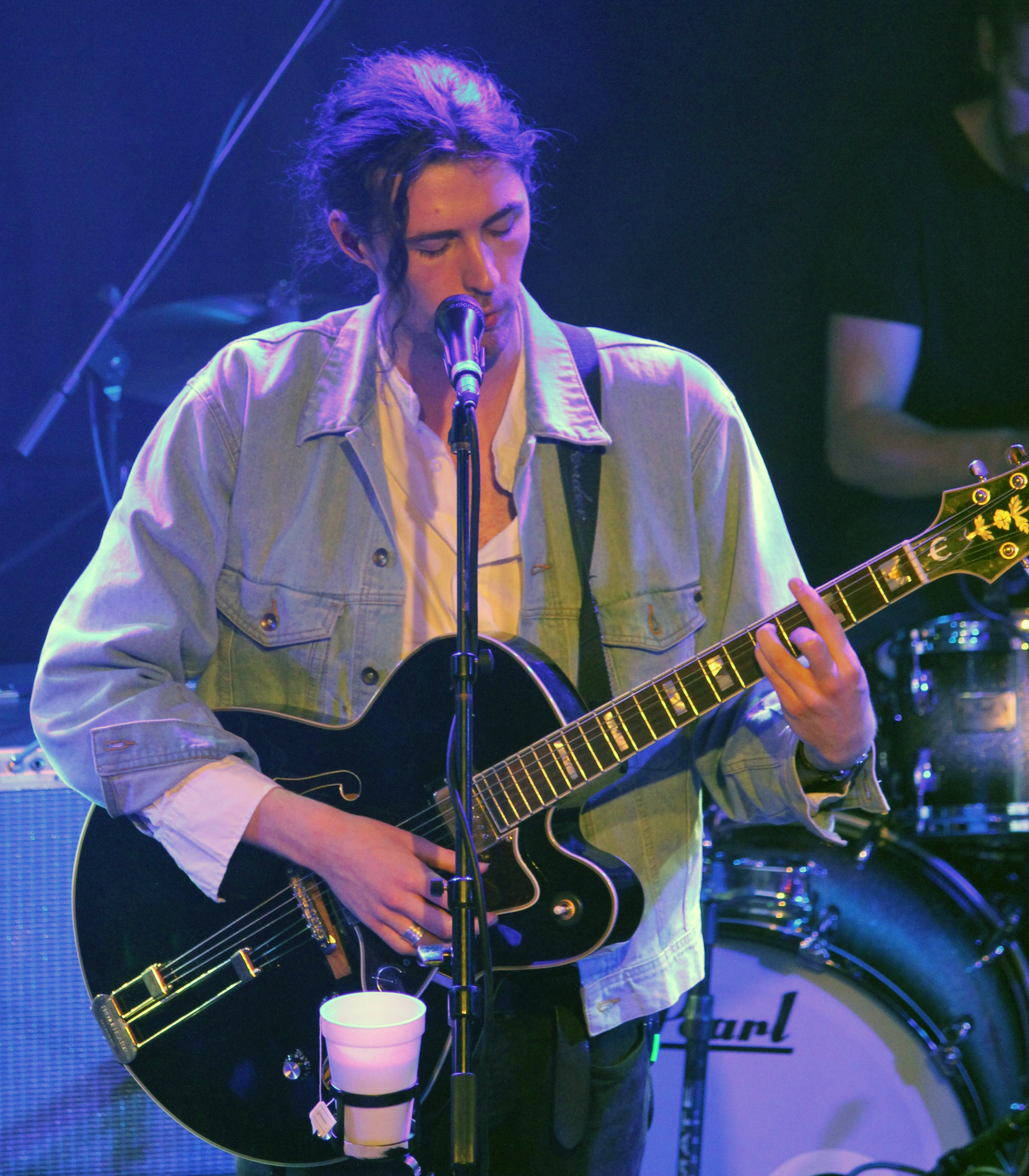
Hozier podczas koncertu w Troubadour w West Hollywood (2014)

W marcu 2014 wydał EPkę pt. From Eden. W tym samym roku wystąpił jako gość muzyczny podczas amerykańskich talk-showów: Late Show with David Letterman, The Ellen DeGeneres Show i Saturday Night Live. We wrześniu tego samego roku wydał debiutancki album długogrający pt. Hozier, który otrzymał pozytywne opinie recenzentów muzycznych, uplasował się w pierwszej dziesiątce list sprzedaży m.in. w Irlandii i Stanach Zjednoczonych, a singiel „Take Me to Church” dotarł do czołówki list przebojów m.in. w Stanach Zjednoczonych, Belgii, Niemczech, Szwecji, Szwajcarii, Australii, Nowej Zelandii i Polsce.  Płyta była piątym najlepiej sprzedającym się albumem w Wielkiej Brytanii w 2015 roku. W grudniu 2014 Hozier wystąpił podczas pokazu kolekcji bielizny marki Victoria’s Secret. Za singiel „Take Me to Church” był nominowany do Nagrody Grammy dla piosenki roku, a podczas gali wręczenia nagród wykonał utwór w duecie z Annie Lennox. 
4 lipca 2015 wystąpił po raz pierwszy w Polsce, dając koncert na Open’er Festivalu.
W czerwcu 2016 opublikował teledysk do utworu „Better Love”, który nagrał na ścieżkę dźwiękową do filmu The Legend of Tarzan. W tym samym miesiącu zapowiedział, że pracuje nad drugim albumem studyjnym.

## Typ głosu i inspiracje
Głos Hoziera klasyfikowany jest jako tenor. Hozier do grona ulubionych wokalistek zalicza Ninę Simone i Ellę Fitzgerald. Inspiracje muzyczne czerpie z utworów Leonarda Cohena i Johna Lee Hookera. W jego twórczości zauważalne są także odniesienia do powieści Jamesa Joyce’a Portret artysty z czasów młodości.

## Życie prywatne
Jest ateistą i otwarcie krytykuje działalność i poglądy Kościoła katolickiego na tle społecznym, jak i religijnym. Jest również feministą.

## Dyskografia

### Albumy
Albumy studyjne
| Rok  | Dane dot. albumu                                        | Najwyższe pozycje na listach | Najwyższe pozycje na listach | Najwyższe pozycje na listach | Najwyższe pozycje na listach | Najwyższe pozycje na listach | Najwyższe pozycje na listach | Najwyższe pozycje na listach | Najwyższe pozycje na listach | Najwyższe pozycje na listach | Najwyższe pozycje na listach | Najwyższe pozycje na listach | Sprzedaż | Certyfikaty |
| Rok  | Dane dot. albumu                                        | IRL                          | USA                          | CAN                          | GER                          | NZL                          | FRA                          | AUT                          | SWE                          | AUS                          | POL                          | UK                           | Sprzedaż | Certyfikaty |
| ---- | ------------------------------------------------------- | ---------------------------- | ---------------------------- | ---------------------------- | ---------------------------- | ---------------------------- | ---------------------------- | ---------------------------- | ---------------------------- | ---------------------------- | ---------------------------- | ---------------------------- | --- | --- |
| 2014 | Hozier - Data: 19 września - Wydawca: Rubyworks         | 1                            | 2                            | 2                            | 14                           | 6                            | 18                           | 22                           | 6                            | 3                            | 8                            | 3                            | - USA: 2 mln - DEU: 100 tys.+ - NZL: 7,5 tys.+ - NLD: 40 tys.+ - SWE: 20 tys.+ - POL: 40 tys.+ - CAN: 80 tys.+ - AUT: 15 tys.+ - AUS: 70 tys.+ - UK: 300 tys.+ - W sumie: 2 mln 672 tys. 500 egzemplarzy (do 2018 roku) | - NLD: platyna - CAN: platyna - DEU: złoto - USA: 2x platyna - UK: platyna - NZL: złoto - AUS: platyna - AUT: platyna - POL: 2x platyna - SWE: złoto |
| 2019 | Wasteland, Baby! - Data: 1 marca - Wydawca: Rubyworks   | 1                            | 1                            | 9                            | 15                           | 9                            | 90                           | 8                            | 16                           | 8                            | –                            | 6                            | - USA: 75 tys. + | - UK: złoto - USA: złoto - CAN: złoto - POL: złoto                                                                                                   |
| 2023 | Unreal Unearth - Data: 18 sierpnia - Wydawca: Rubyworks | 1                            | 3                            | 7                            | 4                            | 2                            | 172                          | 7                            | 45                           | 13                           | 12                           | 1                            | - USA: 39 tys. + | - POL: platyna |

Minialbumy
| 2013                        | Take Me to Church - Data: 13 września - Wydawca: Rubyworks | 107 |
| 2014                        | From Eden - Data: 9 marca 2014 - Wydawca: Rubyworks        | –   |
| „–” album nie był notowany. |                                                            |     |

### Single
| 2013                         | „Take Me to Church” | 2  | 2  | 2  | 2 | 2  | 2 | 1 | 1 | 2  | 1 | 2  | 1 | - CAN: 6x platyna - USA: 4x platyna - AUS: 4x platyna - ITA: 4x platyna - NZL: 3x platyna - SWE: 6x platyna - UK: 2x platyna - UK: 3x platyna - BEL: platyna - CHE: platyna - AUT: złoto - DNK: platyna - DEU: platyna | Hozier         |
| 2014                         | „From Eden”         | 2  | –  | 32 | – | –  | – | – | – | –  | – | 15 | – | - UK: srebro | Hozier         |
| 2014                         | „Sedated”           | 3  | –  | –  | – | –  | – | – | – | –  | – | –  | – | | Hozier         |
| 2015                         | „Work Song”         | 47 | –  | –  | – | –  | – | – | – | –  | – | 15 | – | | Hozier         |
| 2015                         | „Someone New”       | 4  | 28 | 90 | – | 13 | – | – | – | 24 | – | 19 | – | - AUS: złoto - NZL: złoto - UK: złoto | Hozier         |
| 2023                         | „Eat Your Young”    |    |    |    |   |    |   |   |   |    |   |    |   | - POL: złoto | Unreal Unearth |
| 2024                         | „Too Sweet”         |    |    |    |   |    |   |   |   |    |   |    |   | - POL: 2x platyna | Unheard        |
| „–” singel nie był notowany. |                     |    |    |    |   |    |   |   |   |    |   |    |   | |                |

## Nagrody i nominacje
Hozier od 2014 roku do chwili obecnej wygrał sześć nagród muzycznych spośród szesnastu otrzymanych nominacji, w tym między innymi dwie statuetki Billboard Music Awards. Jego najważniejszą nagrodą jest statuetka Ivor Novello Awards. W 2015 roku otrzymał swoją pierwszą nominację do nagrody Grammy za utwór „Take Me to Church”.
| Rok  | Kategoria                                       | Tytułem             | Nagroda                        | Nota      | Źródło  |
| ---- | ----------------------------------------------- | ------------------- | ------------------------------ | --------- | ------- |
| 2014 | Najlepsza piosenka z przekazem społecznym       | „Take Me to Church” | MTV Europe Music Awards        | Nominacja | [ 96 ]  |
| 2015 | Album roku                                      | Hozier              | European Border Breakers Award | Nagroda   | [ 97 ]  |
| 2015 | Album roku                                      | Hozier              | The Meteor Choice Music Prize  | Nominacja | [ 98 ]  |
| 2015 | Piosenka roku                                   | „Take Me to Church” | Grammy                         | Nominacja | [ 38 ]  |
| 2015 | Najlepsza piosenka pod względem muzyki i tekstu | „Take Me to Church” | Ivor Novello Awards            | Nagroda   | [ 99 ]  |
| 2015 | Najlepszy nowy artysta                          | Hozier              | Billboard Music Awards         | Nominacja | [ 100 ] |
| 2015 | Najlepszy artysta rockowy                       | Hozier              | Billboard Music Awards         | Nagroda   | [ 100 ] |
| 2015 | Najczęściej odtwarzany utwór (audio)            | „Take Me to Church” | Billboard Music Awards         | Nominacja | [ 100 ] |
| 2015 | Najlepsza piosenka rockowa                      | „Take Me to Church” | Billboard Music Awards         | Nagroda   | [ 100 ] |
| 2015 | Najlepszy album rockowy                         | Hozier              | Billboard Music Awards         | Nominacja | [ 100 ] |
| 2015 | Najlepsza rockowa piosenka                      | „Take Me to Church” | Teen Choice Awards             | Nagroda   | [ 101 ] |
| 2015 | Najlepszy rockowy teledysk                      | „Take Me to Church” | MTV Video Music Awards         | Nominacja | [ 102 ] |
| 2015 | Piosenka roku                                   | „Take Me to Church” | BBC Music Awards               | Nagroda   | [ 103 ] |
| 2015 | Najlepszy artysta międzynarodowy                | Hozier              | BBC Music Awards               | Nominacja | [ 104 ] |
| 2015 | Najlepszy wykonawca międzynarodowy              | Hozier              | Los Premios 40 Principales     | Nominacja | [ 105 ] |
| 2015 | Najlepszy teledysk międzynarodowy               | „Take Me to Church” | Los Premios 40 Principales     | Nominacja | [ 106 ] |